# Sesamia cannela
Sesamia cannela är en fjärilsart som beskrevs av Charles E. Rungs 1954. Sesamia cannela ingår i släktet Sesamia och familjen nattflyn. Inga underarter finns listade i Catalogue of Life.